# Ушперек
Ушперек (в верховье — Большой Ушперек) — река в России, протекает по Республике Алтай, Алтайском крае. Устье реки находится в 27 км по правому берегу реки Сия. Длина реки составляет 11 км.

## Данные водного реестра
По данным государственного водного реестра России относится к Верхнеобскому бассейновому округу, водохозяйственный участок реки — Бия, речной подбассейн реки — Бия и Катунь. Речной бассейн реки — (Верхняя) Обь до впадения Иртыша.